# Herlefeld
Herlefeld ist ein Stadtteil von Spangenberg im nordhessischen Schwalm-Eder-Kreis. Der Ort liegt ca. 5 km in südöstlicher Richtung von der Kernstadt entfernt und grenzt direkt an die Gemarkung von Rotenburg an der Fulda (Kreis Hersfeld-Rotenburg).

## Geschichte

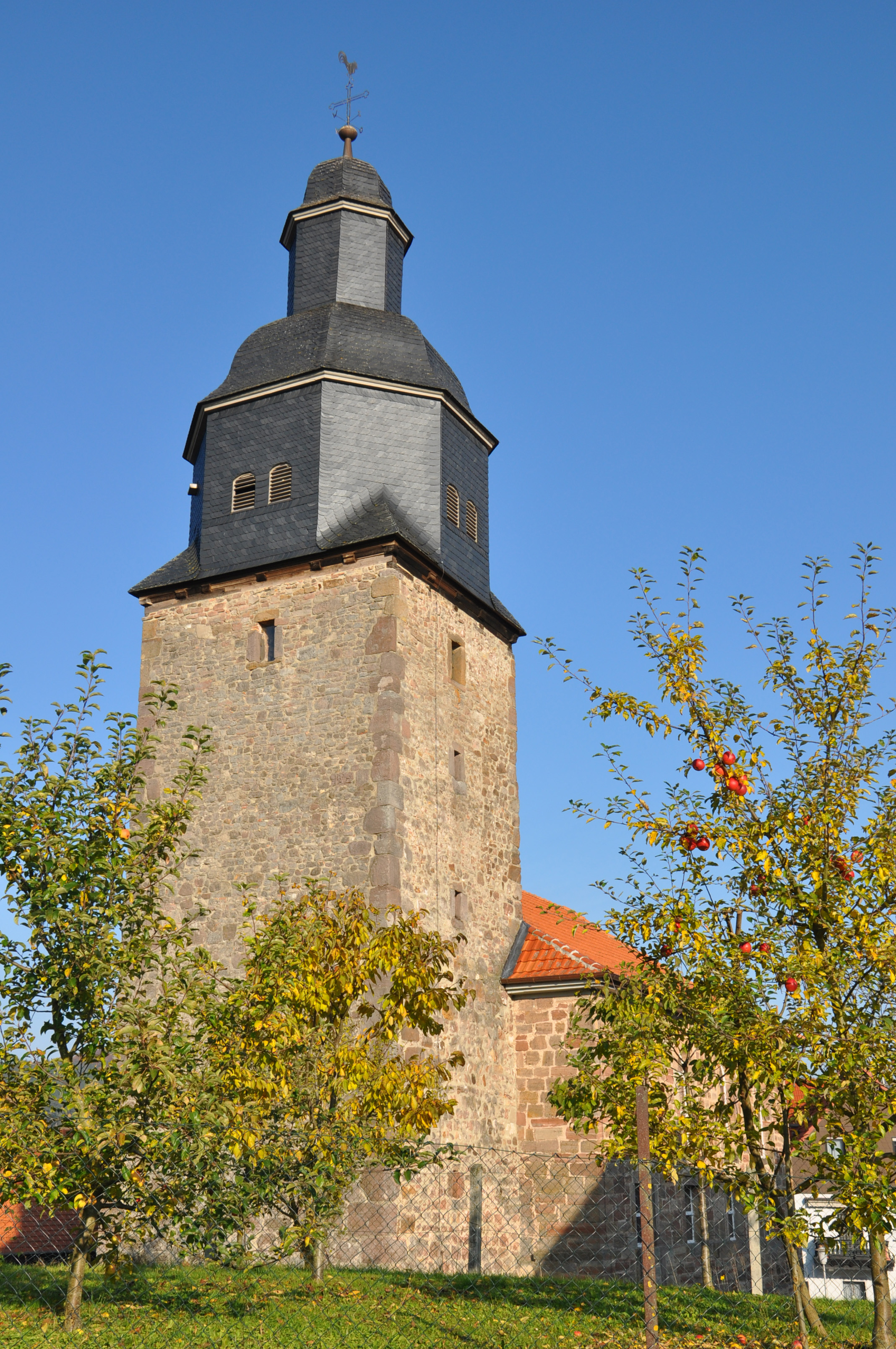
Ev. Kirche in Herlefeld

Die älteste bekannte schriftliche Erwähnung von Herlefeld erfolgte im Jahr 1317 unter dem Namen Herlevelde in einer Urkunde des Klosters Cornberg. Die evangelische Kirche wurde 1840 gebaut.
Zum 31. Dezember 1971 wurde die bis dahin selbständige Gemeinde Herlefeld im Zuge der Gebietsreform in Hessen auf freiwilliger Basis in die der Stadt Spangenberg eingemeindet. Für Herlefeld wurde ein Ortsbezirk mit Ortsbeirat und Ortsvorsteher nach der Hessischen Gemeindeordnung gebildet.

## Bevölkerung
Einwohnerstruktur 2011
Nach den Erhebungen des Zensus 2011 lebten am Stichtag, dem 9. Mai 2011, in Herlefeld 192 Einwohner. Darunter waren 3 (1,6 %) Ausländer.
Nach dem Lebensalter waren 30 Einwohner unter 18 Jahren, 81 zwischen 18 und 49, 51 zwischen 50 und 64 und 33 Einwohner waren älter. Die Einwohner lebten in 78 Haushalten. Davon waren 15 Singlehaushalte, 21 Paare ohne Kinder und 33 Paare mit Kindern, sowie 6 Alleinerziehende und keine Wohngemeinschaften. In 12 Haushalten lebten ausschließlich Senioren und in 54 Haushaltungen lebten keine Senioren.
Einwohnerentwicklung
- 1585: 30 Haushaltungen[2]
- 1747: 43 Haushaltungen[2]

| Herlefeld: Einwohnerzahlen von 1834 bis 2019 | Herlefeld: Einwohnerzahlen von 1834 bis 2019 | Herlefeld: Einwohnerzahlen von 1834 bis 2019 | Herlefeld: Einwohnerzahlen von 1834 bis 2019 | Herlefeld: Einwohnerzahlen von 1834 bis 2019 |
| --- | -------------------------------------------- | -------------------------------------------- | -------------------------------------------- | -------------------------------------------- |
| Jahr |                                              |                                              |                                              | Einwohner                                    |
| 1834 | 1834                                         |                                              | 310                                          | 310                                          |
| 1840 | 1840                                         |                                              | 306                                          | 306                                          |
| 1846 | 1846                                         |                                              | 288                                          | 288                                          |
| 1852 | 1852                                         |                                              | 288                                          | 288                                          |
| 1858 | 1858                                         |                                              | 273                                          | 273                                          |
| 1864 | 1864                                         |                                              | 288                                          | 288                                          |
| 1871 | 1871                                         |                                              | 267                                          | 267                                          |
| 1875 | 1875                                         |                                              | 262                                          | 262                                          |
| 1885 | 1885                                         |                                              | 249                                          | 249                                          |
| 1895 | 1895                                         |                                              | 239                                          | 239                                          |
| 1905 | 1905                                         |                                              | 227                                          | 227                                          |
| 1910 | 1910                                         |                                              | 225                                          | 225                                          |
| 1925 | 1925                                         |                                              | 266                                          | 266                                          |
| 1939 | 1939                                         |                                              | 227                                          | 227                                          |
| 1946 | 1946                                         |                                              | 417                                          | 417                                          |
| 1950 | 1950                                         |                                              | 390                                          | 390                                          |
| 1956 | 1956                                         |                                              | 280                                          | 280                                          |
| 1961 | 1961                                         |                                              | 250                                          | 250                                          |
| 1967 | 1967                                         |                                              | 253                                          | 253                                          |
| 1971 | 1971                                         |                                              | 329                                          | 329                                          |
| 1980 | 1980                                         |                                              | ?                                            | ?                                            |
| 1990 | 1990                                         |                                              | ?                                            | ?                                            |
| 2000 | 2000                                         |                                              | ?                                            | ?                                            |
| 2011 | 2011                                         |                                              | 192                                          | 192                                          |
| 2019 | 2019                                         |                                              | 191                                          | 191                                          |
| Datenquelle: Historisches Gemeindeverzeichnis für Hessen: Die Bevölkerung der Gemeinden 1834 bis 1967. Wiesbaden: Hessisches Statistisches Landesamt, 1968. Weitere Quellen: ; Stadt Spangenberg:; Zensus 2011 |                                              |                                              |                                              |                                              |

Historische Religionszugehörigkeit
| • 1885: | 249 evangelische (= 100 %) Einwohner                             |
| • 1961: | 237 evangelische (= 94,80 %), 7 katholische (= 2,80 %) Einwohner |

## Politik
Für Herlefeld besteht ein Ortsbezirk (Gebiete der ehemaligen Gemeinde Herlefeld) mit Ortsbeirat und Ortsvorsteher nach der Hessischen Gemeindeordnung.
Der Ortsbeirat besteht aus fünf Mitgliedern. Bei den Kommunalwahlen in Hessen 2021 betrug die Wahlbeteiligung zum Ortsbeirat 70,55 %. Alle Kandidaten gehörten der „Gemeinschaftsliste Herlefeld“ an. Der Ortsbeirat wählte Dieter Horn zum Ortsvorsteher.

## Kultur und Infrastruktur
Die Freiwillige Feuerwehr, der Kulturkreis Spangenberg und der Männergesangsverein „Sangeslust“ 1892 sind tragende Säulen im Vereinsleben des kleinen Ortes.
In der Spangenberger Umgebung ruft man die Herlefelder gerne „Kohlraben“. Die Herlefelder kamen durch die gute Bodenqualität, welche immer eine sehr gute Kohlrabiernte garantierte, zu ihrem Spitznamen.